# Tóth György (csillagász)
Tóth György (Budapest/Pestszentlőrinc, 1934. november 24. – Acsád, 2001. február 24.) magyar csillagász, biológus. Az MTA Központi Fizikai Kutatóintézet illetve a Műszaki Fizikai Kutatóintézet munkatársa volt. A biológiai tudományok kandidátusa (1990).

## Életpályája
1953–1954 között a Kossuth Lajos Tudományegyetem hallgatója volt. 1954–1958 között az Eötvös Loránd Tudományegyetem hallgatója volt. 1959-ben Prágában tanult a Károly Egyetemen. 1959–1993 között a szombathelyi Gothard Asztrofizikai Obszervatórium vezetője volt. 1966–1971 között Szombathelyen új obszervatóriumot szervezett, tervezett és épített. 1978-tól az Eötvös Loránd Tudományegyetem Természettudományi Kar Csillagászati Tanszéke szervezetébe került az obszervatórium; több mint egy évtizedig végzett egyetemi oktatói tevékenységet is. 1990-ben kandidátusi fokozatot szerzett. 1996-tól a Szombathelyi Tudományos Társaság tagja volt.

### Munkássága
Kutatási területe a műholdak pozíciós asztrometriai, fotometriai megfigyelése és a változócsillagok. 1977-től tudománytörténet, a földi élőlények (főként rovarok) élettevékenysége, reagálása a különböző kozmikus jelenségekre volt a fő kutatási területe. Több mint 100 tudományos közlemény szerzője, két entomológiai tárgyú könyvtársszerzője volt.